# گریملسهاوزن
گریملسهاوزن (به آلمانی: Grimmelshausen) یک شهر در آلمان است که در Hildburghausen واقع شده‌است. گریملسهاوزن ۱۹۳ نفر جمعیت دارد.